# Onze-Lieve-Vrouw-van-Altijddurende-Bijstandkapel (Tungelroy)
De Onze-Lieve-Vrouw-van-Altijddurende-Bijstandkapel is een betreedbare kapel in Tungelroy in de Nederlandse gemeente Weert. De kapel staat op de hoek van de Tungeler Dorpsstraat met de Truppertstraat.
De kapel is gewijd aan de heilige Maria, specifiek aan de Onze-Lieve-Vrouw van Altijddurende Bijstand.
De kapel is een gemeentelijk monument.

## Geschiedenis
In 1902 werd de kapel gebouwd.
Tot in de jaren 1950 werd de kapel druk bezocht, daarna trad echter verval in. Uiteindelijk werd de kapel geheel gerestaureerd.

## Bouwwerk
De neogotische bakstenen kapel heeft een driezijdige koorsluiting en wordt gedekt door een zadeldak met leien. De kapel heeft twee traveeën met in elke travee een spitsboogvenster met glas-in-lood. In de drie gevels van de koorsluiting zijn even grote spitsboogvormige blinde vensters aangebracht. Op de hoeken van de gevels en tussen de traveeën zijn er tweeledige haakse steunberen aangebracht. De frontgevel is een puntgevel met verbrede aanzet en schouderstukken en wordt bekroond met een ijzeren kruis. Hoog in de frontgevel bevindt zich een rond venster met daarin de initialen van Maria. In de frontgevel bevindt zich de rechthoekige toegang die wordt afgesloten met een dubbele houten deur. Boven de toegang bevindt zich een kleurrijk spitsboogvormig timpaan waarop een engel afgebeeld is.
Van binnen is de kapel wit gestuukt onder een Maria-blauw houten gewelf. Op de schuine wanden van de koorsluiting zijn twee kleurrijke engelen geschilderd die samen één banderol vasthouden met daarin de tekst O.L.V. VAN ALTIJDDURENDE BIJSTAND. Tegen de achterwand is een altaar geplaatst met op het altaarblad een klein Mariabeeldje van Onze-Lieve-Vrouw. Boven de banderol is op de achterwand een icoon van de Onze-Lieve-Vrouw opgehangen.